# 세인트 패트릭 대성당 (뉴욕)

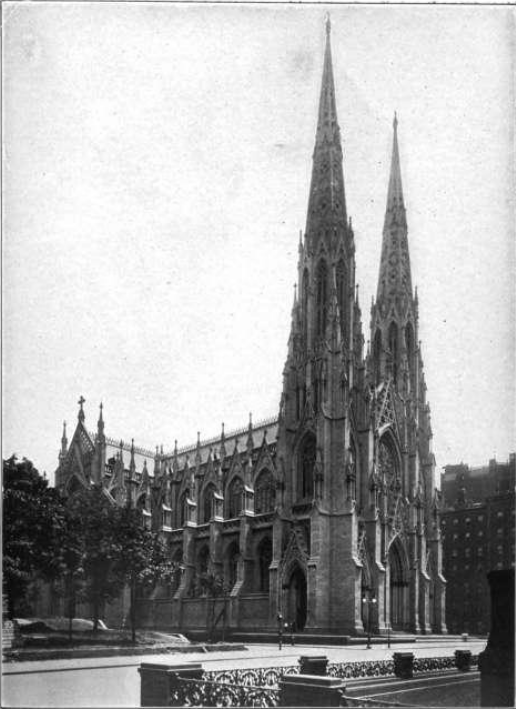
1913년 대성당 사진

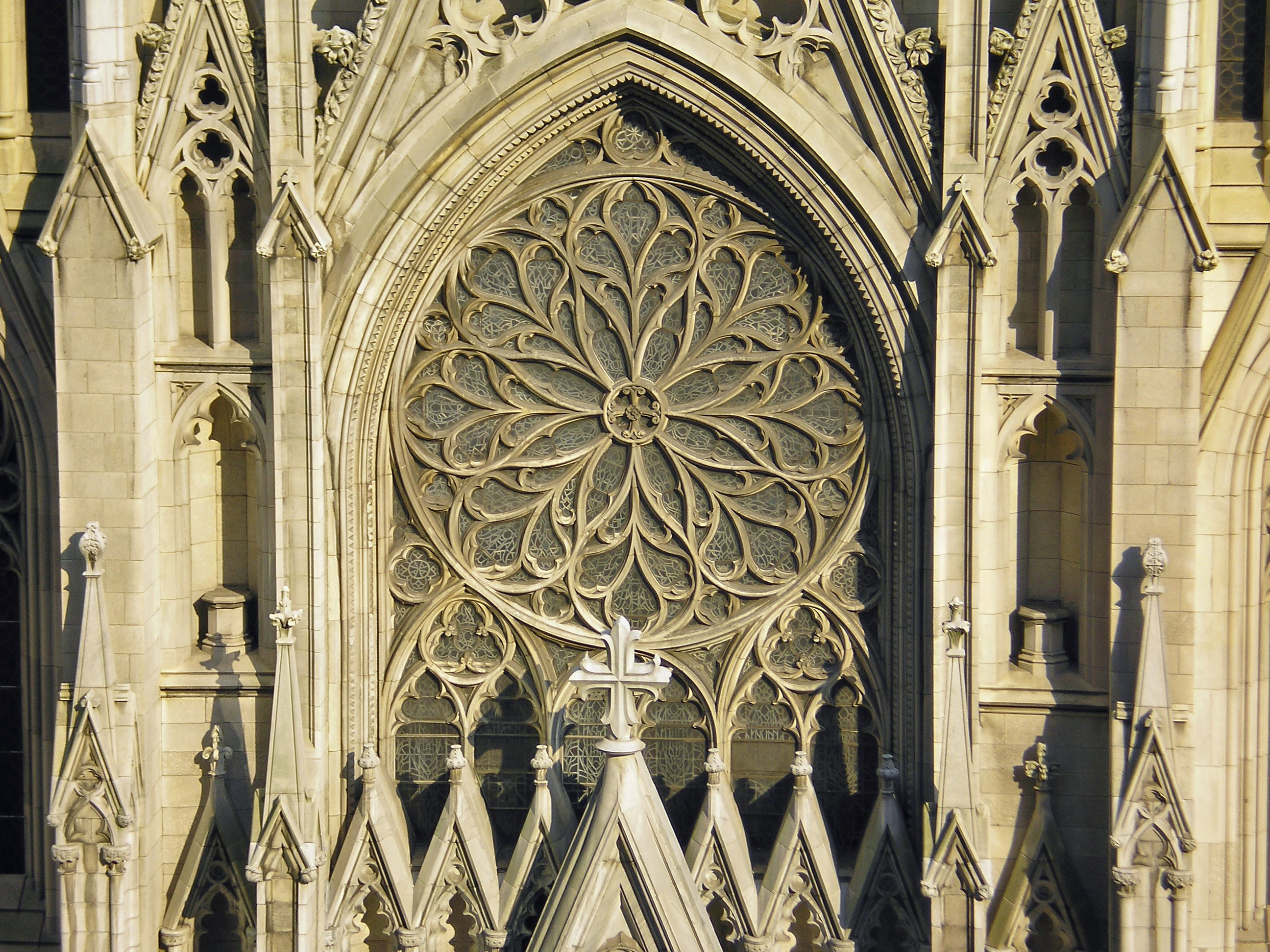
대성당 외관 장미창

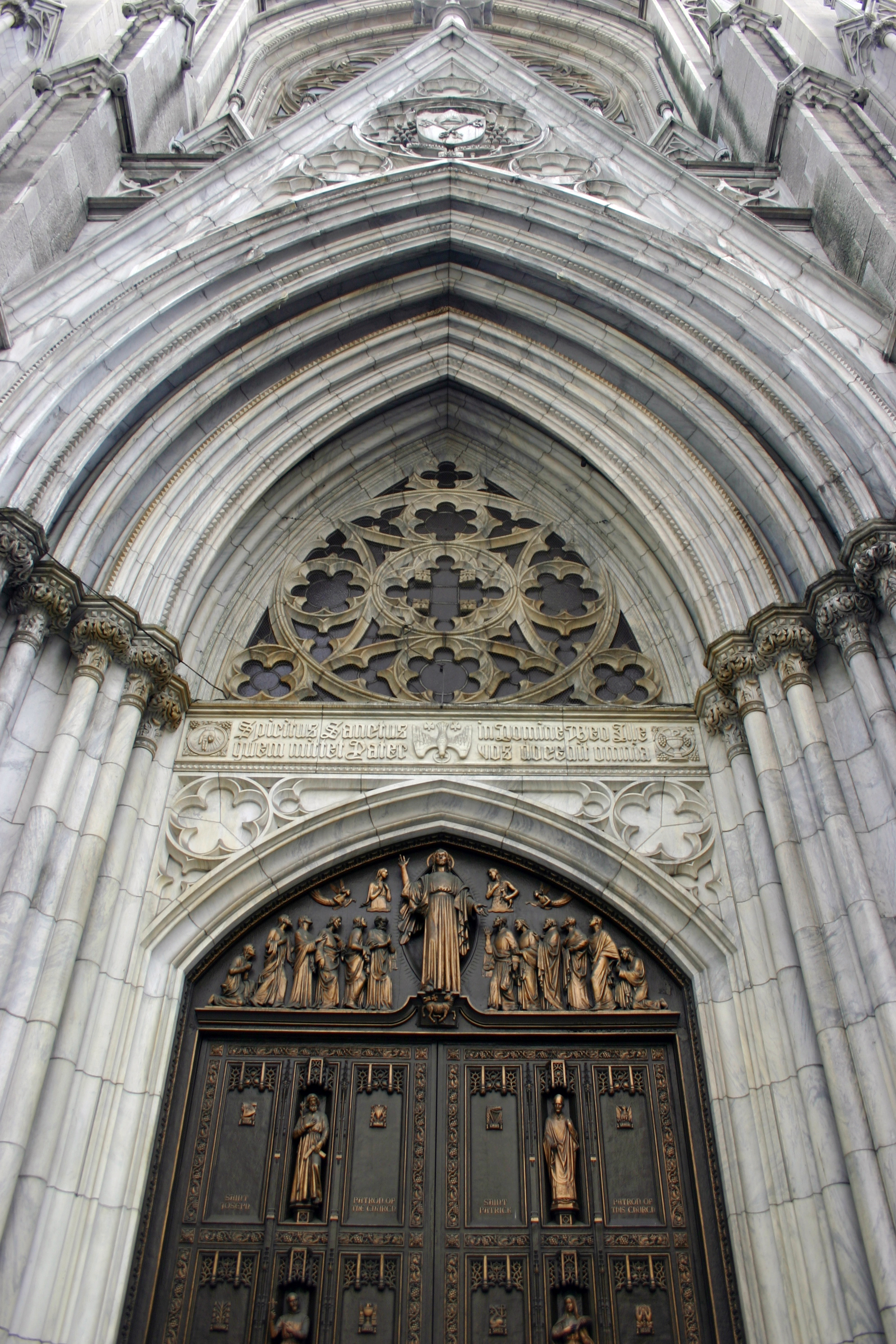
대성당의 입구

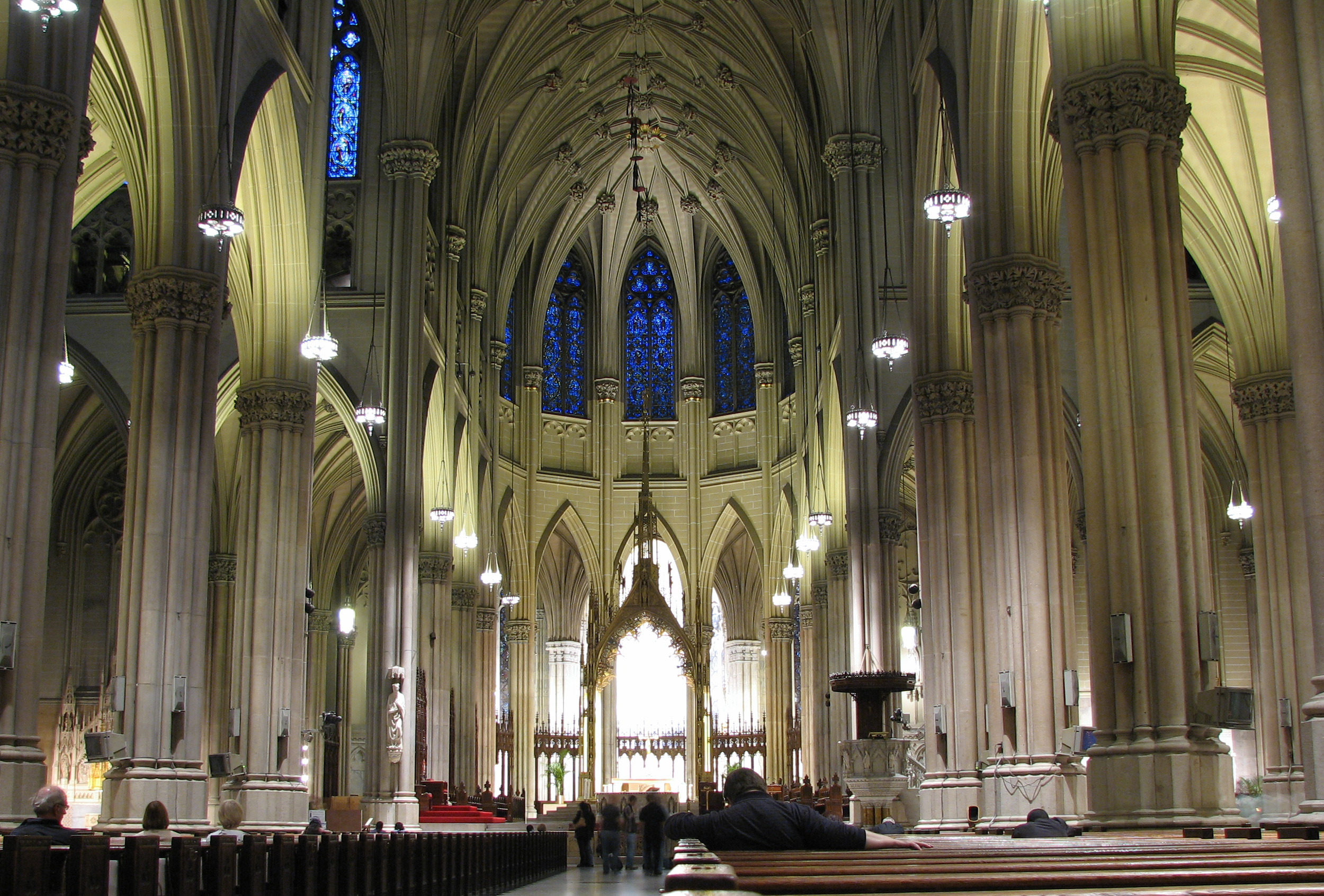
대성당 내부

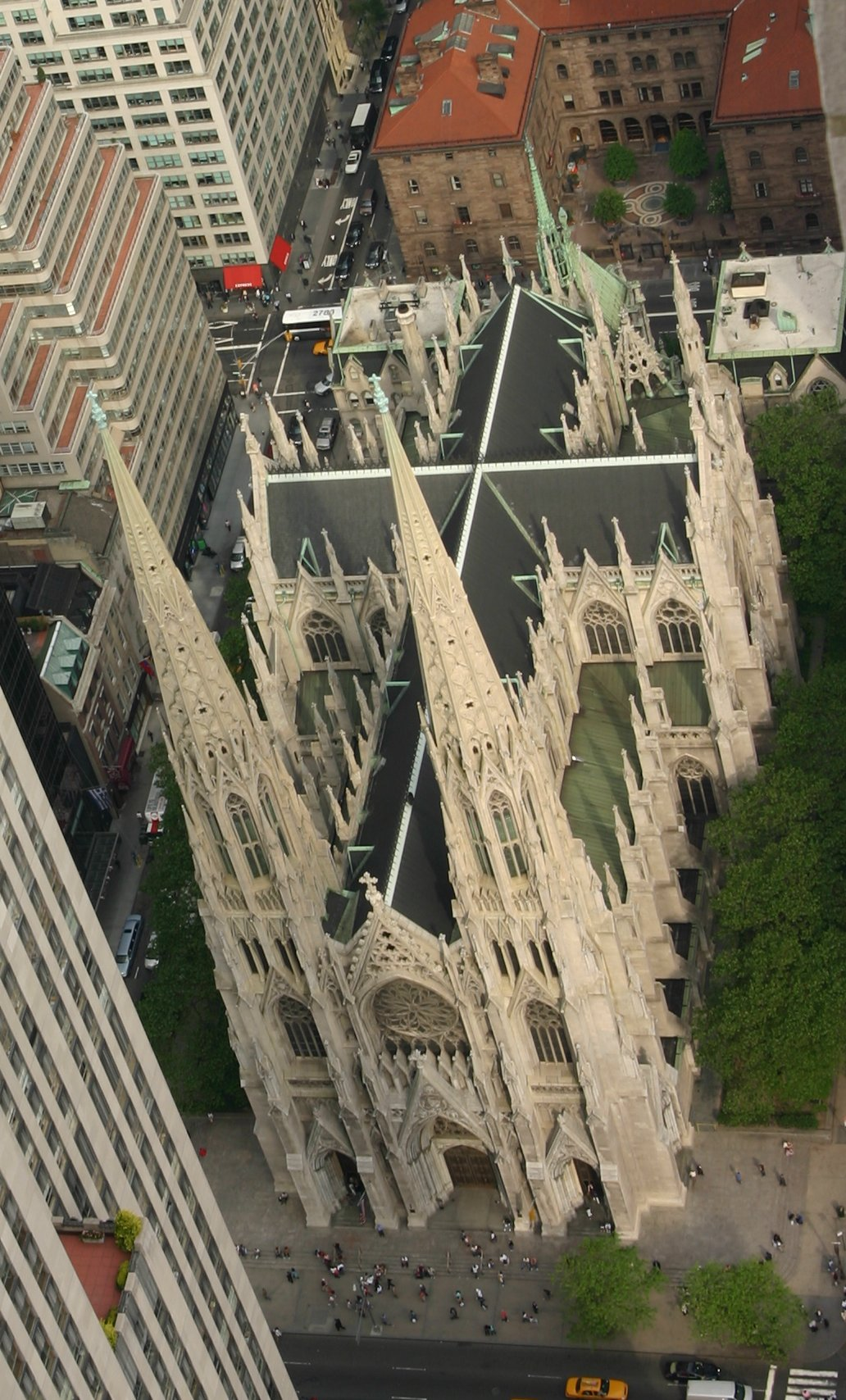
록펠러 센터에서 내려다본 대성당

세인트 패트릭 대성당(영어: St. Patrick's Cathedral) 또는 성 파트리치오 대성당은 미국 뉴욕에 있는 네오고딕 양식의 로마 가톨릭교회 대성당이다. 뉴욕 대교구 주교좌 성당으로서, 미국 뉴욕 맨해튼 한복판의 5번가와 메디슨 애비뉴, 50번가와 51번가 사이 록펠러 센터 건너편에 있다. 수호성인은 성 파트리치오이다.

## 역사

### 토지 매입
현재의 대성당이 자리하고 있는 부지는 원래 1799년 세금 미납으로 인해 뉴욕 시 의회의 결정에 따라 매각되었던 것으로 1828년 프랜시스 쿠퍼가 매입하였다. 그러나 프랜시스 쿠퍼는 매입한 부지를 뉴욕의 세인트피터 성당 측에 양도하였다. 성당 측은 이 부지 위에 가톨릭 성당을 짓기로 하였다. 50번가와 51번가 사이에는 성 이냐시오 경당으로 쓰이는 건물이 있었으며, 1814년에 학교가 문을 닫았다. 예수회원들은 이 부지를 뉴욕 교구에 인도하였으며, 뉴욕 교구는 1813년에 부지 사용권을 프랑스 당국의 박해를 피해 미국으로 건너온 트라피스트회 소속 라 트라페 수도원의 수도원장 돔 오귀스탱 레스트랭에게 넘겼다. 라 트라페 수도원 수사들은 어려운 처지임에도 33명의 고아들을 돌보았다. 그해 나폴레옹 정권이 실각하면서 1815년에 부지에 대한 재산권을 버리고 프랑스로 돌아갔다. 이후 부지는 향후 공동묘지로 운영하기로 예정되었다. 인근에 트라피스트회 수사들이 세운 고아원은 19세기 후반까지 교구 운영으로 존속하였다. 일부 트라피스트회 수사들은 캐나다에 정착하였으며, 종래에는 메사추세츠 주 스펜서에 성 요셉 대수도원을 세웠다.
두보이스 주교는 농아시설에서 일하는 가톨릭교도들을 위해 1840년에 다시 성당 문을 열기로 하였다. 그리하여 소박한 규모의 성 요한 사도 복음사가 성당으로 다시 지어졌으며, 1841년 5월 6일 교구장 대리 자격으로 존 휴게스 신부가 축성식을 거행하였다. 성당을 짓는데 든 채무 상태를 호전시키기 위해 티켓을 팔았지만, 이러한 노력에도 불구하고 은행에서 담보권을 실행했으며 결국 성당은 1844년 경매에 내놓아졌다. 이러한 문제로 스트레스에 시달리던 본당 사제 펠릭스 라킨 신부는 결국 얼마 안가 선종하게 되었다. 엉망이 된 본당 공동체를 위한 기금을 모금하기 위해 새 본당 사제로 임명받은 젊고 활동적인 마이클 A. 쿠란 신부는 옛 학교 강당을 임시 성당으로 꾸몄다. 쿠란 신부는 아일랜드 대기근 시기에 성당을 다시 되찾기 위해 기금을 지속적으로 모았으며, 마침내 자신의 명의로 성당을 사서 되찾는데 성공하였다. 마침내 1853년에 채무를 지불하였으며, 당시에는 마침 많은 신자를 수용할 수 있는 새로운 대성당이 필요할 시기이기도 하였다.

### 대성당 건설
1808년 신설된 뉴욕 교구는 1850년 7월 19일 교황 비오 9세에 의해 대교구로 승격되었다. 1853년 뉴욕대교구장 존 조셉 휴스 대주교는 맨해튼에 있는 기존의 세인트 패트릭 대성당을 대체할 새로운 대성당을 지을 것이라고 발표하였다.
새 대성당은 제임스 렌윅 주니어가 고딕 리바이벌 건축 양식으로 설계하였다. 1858년 8월 15일에 고아원의 바로 남쪽에 주춧돌이 놓여졌다. 당시에 맨해튼 중심부에 해당하는 지역은 뉴욕 시의 인구밀집지역에서 좀 떨어진 북쪽이었다.
공사는 1858년에 착공에 들어갔으며, 남북전쟁이 발발하면서 도중에 중단되었다가 1865년에 재개되었다. 대성당은 1878년에 완공되었으며, 그해 5월 25일에 축성되었다. 당시 세인트 패트릭 대성당은 그 지역에서 가장 큰 높이를 자랑하는 건물이었다. 대교구장의 관저와 사제관은 1882년에 지어졌으며, 1882년 대성당 인근에 대교구 소속 학교가 세워졌다. 대성당의 서쪽 부분의 탑들은 1888년에 추가로 지어진 것이며, 1901년 찰스 T. 매슈스가 설계한 동정녀 경당이 동쪽 부분에 추가로 지어졌다. 동정녀 경당의 스테인드글라스 창문은 1912년~1930년에 걸쳐 폴 빈센트 우드로프가 영국의 코츠월드 치핑캠든에서 설계해 제작한 것이다. 대성당은 1927년~1931년에 재정비되었으며, 이때 거대한 파이프 오르간이 설치되고 지성소가 확장되었다.
세인트 패트릭 대성당과 대성당 주변 건물들은 1976년 미국의 국립 사적지로 지정되었다.

## 같이 보기
- 가톨릭 뉴욕 대교구